# Moritz von Jacobi
Moritz Hermann von Jacobi (21 de septiembre de 1801, Potsdam, Brandeburgo - 10 de marzo de 1874, San Petersburgo, Rusia) fue un físico e ingeniero alemán. Es reconocido por haber creado en 1834 el primer motor eléctrico giratorio con corriente continua completamente funcional y práctico que ofrecía un rendimiento mecánico notable. En 1837 Jacobi inventó el proceso de electrochapado de materiales no conductores, como madera o yeso, gracias a una capa de grafito eléctricamente conductora creando así la galvanoplastia. En 1838 desarrolló el primer barco eléctrico del mundo. Fomentó la aplicación del electromagnetismo al movimiento de máquinas y vehículos.

## Reseña biográfica
Moritz Hermann von Jacobi nació en el seno de una rica familia judía. Su padre, Simón Jacobi, físico, fue banquero personal del rey de Prusia Federico Guillermo III. Su madre, Rachel Lehmann, era ama de casa. Era hermano del matemático Carl Gustav Jacob Jacobi.
Comienza sus estudios en la Universidad de Berlín, y luego va a la Universidad de Gotinga. Tras finalizar sus estudios en Gotinga, trabajó hasta 1833 como arquitecto en el departamento de construcción del Estado Prusiano.

## Motores eléctricos
En 1834 se trasladó a Königsberg, en cuya universidad enseñaba su hermano menor, Carl. Su afición a la física le lleva a una serie de invenciones, entre las que se encuentra el primer motor eléctrico con eje de rotación directa. Existían dispositivos anteriores con movimiento alternativo u oscilante de la armadura, de los que Jacoby dijo:
«tal dispositivo no sería más que un juguete divertido para embellecer los laboratorios de física, no se puede aplicar a gran escala con beneficios económicos...»

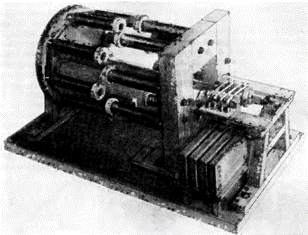
Motor eléctrico de Jacobi, museo politécnico de Moscú

Su objetivo fue crear un motor eléctrico más potente, con la posibilidad de aplicación práctica. En 1834, Jacobi construye su motor eléctrico, basado en el principio de la atracción y repulsión entre electroimanes.
Su motor constaba de dos grupos de imanes: los cuatro que estaban montados en el bastidor, y el resto situados en un rotor giratorio. El sistema ideado para conmutar y cambiar la polaridad de los electroimanes se sigue utilizando hasta la fecha en los motores de tracción. El motor funcionó con pilas galvánicas, y en el momento de su creación fue el dispositivo eléctrico más sofisticado. El motor elevaba una carga de 4 a 5 kg a una velocidad de 1 pie (unos 30 cm) por segundo. La potencia del motor era de unos 15 W y la velocidad del rotor de 80 a 120 rpm. Ese mismo año, Jacobi envía un manuscrito describiendo su trabajo a la Academia de Ciencias de París. El invento se examinó en una reunión de la Academia y el trabajo se publicó de inmediato. Por lo tanto, el motor construido en mayo de 1834 en Königsberg, ya era ampliamente conocido en diciembre de 1834.

## Estancia en el Imperio Ruso
El trabajo de Jacobi fue muy apreciado por Friedrich von Struve y P. L. Schilling. Gracias a sus recomendaciones, Jacobi fue invitado en 1835 para el puesto de profesor en el departamento de arquitectura civil en la Universidad de Dorpat (hoy Tartu, Estonia). Ese año, Jacobi publicó "Memoria sobre el uso del electromagnetismo para máquinas de movimiento", que despertó un gran interés en los círculos académicos.
En 1837, por recomendación de varios miembros de la Academia de Ciencias de San Petersburgo, Jacobi redacta un memorando relativo a la propuesta sobre la aplicación práctica de un motor eléctrico "para impulsar una fábrica, un barco o como motor" y se lo entrega al Ministro de Educación y Presidente de la Academia Sergéi Uvárov. La oferta supuestamente fue presentada de forma directa a Nicolás I, quien da una orden para crear una "Comisión para los experimentos sobre la adaptación de la fuerza electromagnética a la circulación de vehículos con el método del profesor Jacobi". El almirante I. F. Krusenstern fue designado para dirigir la Comisión, que estaba formada por los académicos H. Lenz, P. L. Schilling, y otros destacados científicos. Los fondos asignados para los estudios sobre el desarrollo del motor eléctrico, alcanzaron la fabulosa cantidad por aquel entonces de 50 000 rublos. Un barco de 8 m de eslora, propulsado con un motor eléctrico alimentado por baterías, estuvo listo en 1839. El barco llevó a 14 pasajeros por el río Neva a contracorriente, navegando a una velocidad de tres nudos.
Jacoby se trasladó permanentemente a Rusia, teniendo la ciudadanía rusa al final de su vida, y considerando a Rusia como su segundo hogar.
En los últimos años de su vida estuvo a cargo del Gabinete de Física de la Academia de Ciencias de San Petersburgo. Boris Semenovich Jacobi murió en San Petersburgo, de un ataque al corazón. Fue enterrado en esta última ciudad, en el cementerio luterano de Smolensk, situado en la isla Vasilevsky.

## Reconocimiento
El trabajo de Jacobi recibió el reconocimiento que merece a partir de 1839. En 1842 fue designado como miembro extraordinario de la Academia Imperial de Ciencias, y en 1847 como académico ordinario.
En 1840, fue galardonado con el Premio Demidov (dotado de 25 000 rublos) por la invención de la galvanoplastia. En 1867, fue galardonado con la Gran Medalla de Oro en la Exposición Mundial de París.
El 4 de diciembre de 1864 se le otorgó un título nobiliario hereditario.

## Campos Estudiados
Investigó la potencia de los electroimanes en motores y generadores. Del estudio de la transferencia de la potencia a partir de una batería a un motor eléctrico, dedujo el teorema de máxima potencia. Jacobi determinaba la potencia de los motores midiendo la cantidad de zinc consumido por la batería. Así mismo, inventó varios dispositivos para medir la resistencia eléctrica.
Como se puede ver, la creatividad científica y técnica de Jacobi fue considerable y muy variada.

### Ley de Jacobi
La ley conocida como el teorema de máxima potencia establece lo siguiente:
«La potencia máxima se transfiere cuando la resistencia interna de la fuente es igual a la resistencia de la carga, cuando la resistencia externa puede ser variada, y la resistencia interna es constante.»
Es decir, la transferencia de potencia máxima de una fuente (con una resistencia interna fija) a una carga, se produce cuando la resistencia de la carga es la misma que la de la fuente. Esta ley es de aplicación cuando se excita una carga tal como un motor eléctrico mediante una batería. Jacobi obtuvo su teorema empíricamente, a partir de observaciones directas.

### Galvanoplastia
En 1838, descubrió la galvanoplastia, un método para hacer placas de impresión mediante electrodeposición. La forma de funcionar es la antagónica a la de una batería. El estereotipo es una impresión tomada de una forma de tipos de plomo móviles, y se utiliza para imprimir en lugar del tipo original. Esta técnica se usa para la impresión en relieve.

### Telégrafos
También trabajó en el desarrollo de la parte eléctrica del telégrafo. Construyó un telégrafo de acción simultánea, con indicación inmediata (sin descifrar) en el receptor. Por este procedimiento, era capaz de enviar directamente letras y números, dando lugar al primer teletipo. Supervisó la construcción de la primera línea de cable en San Petersburgo. En 1842-1845, intervino en la puesta en servicio de la línea telegráfica entre San Petersburgo y Tsarskoe Selo mediante un cable subterráneo.

### Otros
En 1867 fue delegado de Rusia en la Comisión de las unidades de medida en la Exposición Universal de París. Fue un firme defensor del sistema métrico decimal.
Trabajó en la creación de minas antipersonal de un nuevo tipo, incluyendo ingnición eléctrica. Fue el promotor de la formación de equipos de detección galvánica en las unidades de remoción de minas del ejército ruso.

## Publicaciones
- Die Galvanoplastik. Sankt Petersburg (1840)
- Mémoire sur l'application de l'électromagnetisme au mouvement des machines. Sankt Petersburg (1835)